# Genraaybeek
De Genraaybeek is een beek in de wijken Herongerberg en 't Ven in de Nederlandse gemeente Venlo. De beek ligt op de rechteroever van de Maas en ligt in het stroomgebied van de Maas.
De beek ontspringt bovenop Maasterras. Vanaf daar loopt de beek door 't Ven, langs Hoeve Genraai en mondt uit in de Rijnbeek. De beek heeft een lengte van 927 meter.